# Leopold Pfaundler
Leopold Pfaundler, vanaf 1910 ook Leopold Pfaundler von Hadermur genoemd (Innsbruck, 14 februari 1839 – Graz, 6 mei 1920), was een Oostenrijks schei- en natuurkundige.

## Levensloop
Na het gymnasium doorlopen te hebben studeerde Pfaundler scheikunde aan de Universiteit van Innsbruck. In 1861 promoveerde hij daar zonder proefschrift. Aansluitend studeerde hij schei- en natuurkunde in Parijs. In 1866 werd hij in Innsbruck docent fysische chemie. In 1867 werd hij bevorderd tot hoogleraar natuurkunde aan de Universiteit van Graz. Ter gelegenheid van zijn emeritaat in 1910 werd hij in de adelstand verheven. Naast schei- en natuurkunde had Pfaundler ook grote interesse in het Oost-Aziatische bordspel go.
1. ↑  Gemeinsame Normdatei; geraadpleegd op: 11 december 2014.
2. ↑  Gemeinsame Normdatei; geraadpleegd op: 30 december 2014.
3. ↑  Mathematics Genealogy Project.